# Ixias piepersii
Ixias piepersii är en fjärilsart som först beskrevs av Snellen van Vollenhoven 1878.  Ixias piepersii ingår i släktet Ixias och familjen vitfjärilar. Inga underarter finns listade i Catalogue of Life.